# Alexandre Altberg

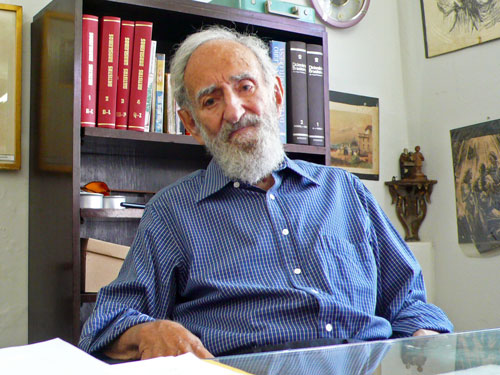
Alexandre Altberg

Alexandre Altberg  (früher: Alexander, * 29. Juni 1908 in Berlin; † 15. August 2009 in Marília, Brasilien) war ein brasilianischer Architekt.

## Ausbildung in Deutschland
Alexander Altberg wurde am 29. Juni 1908 als Sohn des österreichischen Händlers Falk Altberg und der russischen Krankenschwester Rachel Altberg – beide aus jüdischen Familien stammend – geboren. Sein Vater, der am Ende des Ersten Weltkriegs als ziviler Gefangener in die Mandschurei deportiert wurde, hatte eine Import-Export-Firma und siedelte sich, nachdem er aus der Gefangenschaft zurückgekehrt war, in Berlin an. Der kleine Alexander lernte von seiner Mutter die russische Sprache und begann erst im Alter von sechs Jahren, als er die Goethe-Schule im Berliner Bezirk Wilmersdorf besuchte, flüssig deutsch zu sprechen.
Von klein auf begeisterte sich Altberg für Musik und Zeichnungen. 1925, im Alter von 17 Jahren, immatrikulierte er sich im Bauhaus in Weimar, wo er bis Anfang 1926 studierte. Auf Drängen seines Vaters, der ihm riet, einen formellen akademischen Grad anzustreben, machte er bei der Baufirma Lenz & Co. in Berlin ein Praktikum (ein Praktikum war zu jener Zeit Voraussetzung, um zum Studium an der Universität zugelassen zu werden) und schrieb sich danach an der Staatlichen Ingenieurakademie in Oldenburg ein.
In der zweiten Hälfte der 1920er Jahre begann sein politisches Engagement im Jüdischen Studentenverband in Oldenburg, dessen Leitung er übernahm. Dabei bekam er den latenten Antisemitismus am Ende der Weimarer Republik zu spüren. Außerdem hatte er als Student große Schwierigkeiten, sich an die geltenden traditionellen akademischen Gepflogenheiten anzupassen, nachdem er im Bauhaus schon den frischen Wind der Moderne gespürt hatte. Der Rektor der Fakultät für Architektur, Professor Bast, weigerte sich, ihn für die Diplomprüfung zuzulassen. Altberg erinnert sich, dass jener Professor Bast schon Ende der 1920er Jahre das Symbol der NSDAP an seiner Kleidung trug. Altbergs Vater, der aus beruflichen Gründen schon seit einiger Zeit in Lissabon lebte und sich in jenem Moment in Deutschland aufhielt, reiste nach Oldenburg, um beim Rektor zu protestieren, doch dieser argumentierte, dass „der Junge noch nicht die nötige Reife hätte, um diesen Beruf auszuüben“. Altberg wurde dazu verpflichtet, ein Projekt für ein Spital mit einem Satteldach zu entwerfen, wobei ihm ausdrücklich verboten wurde, die Prinzipien des Neuen Bauens anzuwenden. Unmotiviert, da er eigentlich schon alle seine Prüfungen absolviert hatte, entwarf er in sechs Monaten ein banales Projekt und erhielt schließlich Ende 1929 den akademischen Grad „Diplom-Ingenieur“.
Während des Studiums absolvierte Altberg auch Praktika im angesehenen Berliner Architektenbüro Korn & Weizmann. Arthur Korn war Teil der Berliner Avantgarde; er war 1926 zusammen mit Ludwig Mies van der Rohe, Hans Poelzig, Bruno Taut und anderen Mitgliedern der Gruppe „Der Ring“ und nahm an der Gründung der CIAM (1928) teil. In einem 1923 von ihm publizierten Artikel lieferte Korn eine der relevantesten Analysen des Übergangs vom Expressionismus zur Neuen Architektur in Deutschland. Altberg war an den wichtigsten Projekten des Architektenbüros Korn & Weizmann beteiligt.

## Emigration nach Brasilien
Alexander Altbergs Vater pflegte aufgrund seiner beruflichen Tätigkeit in Lissabon auch Handelskontakte mit Brasilien. Schon mit einer Vorahnung der kommenden politischen Entwicklungen in Deutschland, beschloss die Familie Altberg 1930, das Land zu verlassen. Zu jener Zeit war es ihnen noch möglich, ihr Vermögen und ihre Güter nach Rio de Janeiro mitzunehmen. Die Familie siedelte sich im damals noch kaum besiedelten Bezirk Ipanema an. Nach den Schwierigkeiten, ein Visum zu bekommen, reiste Alexander Altberg im Oktober 1931 vom Hafen in Bremen ab und fuhr den Eltern nach.
Seine erste Anstellung in Brasilien war im Büro des Architekten Arnaldo Gladosch, eines brasilianischen Architekten und Nachfahren von deutschen Immigranten, wo er allerdings nur einen Monat blieb. Trotz sprachlicher Barrieren in den ersten Jahren war Altberg sehr aktiv und suchte sozialen Anschluss. Die ersten Kontakte machte er über die deutsche und die jüdische Gemeinde in Rio de Janeiro. Altberg beschrieb einen der Treffpunkte, den Club Germania am Strand von Botafogo, als elitären Kreis von Geschäftsleuten, mit denen er wenig gemeinsam hatte. Er suchte den Kontakt zu den „östlichen Juden“, die traditionellerweise weniger wohlhabend waren, zu europäischen politischen Flüchtlingen, die auch schon vor 1933 nach Brasilien zu kommen begannen, und zur Künstlergemeinde.
In Kürze integrierte er sich in eine intellektuelle Gruppe, die seit 1939 von dem Kulturaktivisten Theodor Heuberger angeführt und ursprünglich „Vereinigung Deutschsprachiger Künstler und Kunstfreunde“ und später „PRÓ-ARTE“ genannt wurde. Die Gruppe setzte sich vorwiegend aus Juden zusammen, sowohl brasilianische als auch Emigranten verschiedener deutschsprachiger Länder. An ihrem Sitz in der Avenida Rio Branco, in dessen kleinem Restaurant ein permanenter Austausch von Informationen über die politischen Entwicklungen in Deutschland gepflegt wurde, wurden Ausstellungen und Diskussionen organisiert. Altberg näherte sich dabei Carlos Lacerda an und lernte Guignard kennen, eine Freundschaft, die viele Jahre dauern sollte. Über PRÓ-ARTE kam er auch in Kontakt zu Gregori Warchavchik und wurde auf diesem Weg Lasar Segall vorgestellt, der von einem langen Aufenthalt in Paris zurückgekehrt war.

## Die ersten Bauwerke
Die bei Korn & Weizmann gesammelten Erfahrungen hinterließen bei Altberg großen Eindruck. Er hatte bereits 1932 die Chance, seine beruflichen Aktivitäten zu beginnen, da sein Vater begann, kleine Grundstücke in Ipanema und Leblon zu kaufen. Altberg baute auf diesen Grundstücken in der Rua Redfern Einfamilienhäuser. Noch im selben Jahr begann er mit einer Residenz für den ungarischen Immigranten und Händler Adalbert Vertecz in derselben Straße. Sowohl seine Einfamilienhäuser als auch die Residenz Vertecz zogen die Aufmerksamkeit von Kollegen und Studenten der ENBA auf sich, die ihn besuchten. Er empfing seine Gäste im Haus der Familie Altberg, wo er seine Ideen verbreiten und diskutieren konnte. Zu jener Zeit lernte er auch den italienischen Bildhauer Lélio Landucci kennen, der in Paris als Assistent des renommierten Bildhauers Paul Landowsky gearbeitet hatte. Altberg freundete sich mit Landucci an, und zusammen nahmen sie an einem Wettbewerb für den Bau einer Schule mit Sportanlagen in Ilhéus teil. Sie gewannen zwar den ersten Preis, erhielten aber nie das Preisgeld ausbezahlt und wussten auch nicht, ob das Projekt je in irgendeiner Form verwirklicht wurde.

## 1° Salao de Arquitetura Tropical
Die Idee, den 1° Salao de Arquitetura Tropical zu organisieren, der am 17. April 1933 im Palace Hotel eröffnet wurde, entstand wahrscheinlich im Büro von Costa & Warschavchik, das Altberg regelmäßig informell besuchte. Diese Architekturausstellung wurde außerdem von João Lourenço da Silva, Adhemar Portugal und Alcides da Rocha Miranda organisiert, während sich die Associação de Artistas Brasileiros verantwortlich erklärte. Altberg, der bereits auf wertvolle Erfahrungen zurückgreifen konnte, die er bei der „Ausstellung der proletarischen Architektur“ in Berlin gesammelt hatte, war Co-Organisator und Designer des Katalogs und der Einladung des Salons. Im Katalog befand sich auch ein programmatischer Text von Walter Gropius und ein Foto des Bauhauses in Dessau mit dem Begleittext „Wegen der politischen Situation geschlossen!“.

## Die Zeitschriftbase
Aufgrund des Mangels an modernen Architekturzeitschriften in Brasilien beschloss Altberg, der an ein großes Angebot in Deutschland gewöhnt war, eine eigene Zeitschrift zu gründen, die den Namen „base – revista de arte, técnica e pensamento“ erhielt. Er war gleichzeitig Herausgeber, Financier, Graphikdesigner, Illustrator, Autor, Kurator von Texten und – zur Kostensenkung – auch Typograf dieser Zeitschrift. Altberg wollte jedoch keine simple Architekturzeitschrift herausgeben. Er beabsichtigte eine Aktualisierung der brasilianischen Produktion und ihre Einbettung in einen internationalisierten Kontext und versuchte, dem Leser eine integrale Sicht der Architektur als kulturelles Phänomen in organischer Verbindung zu den anderen – im Speziellen den plastischen – Künsten zu vermitteln. Indem er seine Kontakte aus der Vereinigung PRÓ-ARTE nützte, lud Altberg verschiedene Autoren der modernistischen Zirkel ein, Beiträge zu schreiben. Die Zeitschrift base enthielt Artikel über Literatur, Musik, Ballet, Fotografie, Neuerscheinungen und verschiedene kritische Texte.
Am 28. Juni 1934 erhielt Altberg die brasilianische Staatsbürgerschaft und nahm offiziell den Namen Alexandre an.
Als leidenschaftlicher Sammler von Antiquitäten fand er in den 1950er Jahren eine berufliche Nische im Bereich des Innendesigns. Er zog sich aus der reinen Architekten-Tätigkeit immer mehr zurück und eröffnete in Botafogo einen Möbel- und Antiquitätenladen, den er bis in die 1970er Jahre erhielt. Altberg lebte 70 Jahre lang in Rio de Janeiro; seit 2001 lebte er in der Geburtsstadt seiner Frau Odete im Landesinneren von São Paulo, in Marília.